# Грабкі-Дуже
Грабкі-Дуже (пол. Grabki Duże) — село в Польщі, у гміні Шидлув Сташовського повіту Свентокшиського воєводства.
Населення — 348 осіб (2011).
У 1975-1998 роках село належало до Келецького воєводства.

## Демографія
Демографічна структура на день 31 березня 2011 року:
|          | Загалом | Допрацездатний вік | Працездатний вік | Постпрацездатний вік |
| -------- | ------- | ------------------ | ---------------- | -------------------- |
| Чоловіки | 173     | 31                 | 124              | 18                   |
| Жінки    | 175     | 32                 | 94               | 49                   |
| Разом    | 348     | 63                 | 218              | 67                   |